# Парусний
Па́русний (рос. Парусный) — невеликий острів у складі Соловецького архіпелагу.

## Географія
Острів розташований у південній частині Соловецької затоки, біля південно-західного краю острова Соловецький, від якого відокремлений протокою Печаківська Салма. Острів має витягнуту з півночі на південь форму, з потовщенням в центральній частині. Довжина 750 м, ширина до 430 м. Поверхня вкрита чагарниками та окремими деревами.